# Вулиця Діаманда
Вулиця Діаманда — вулиця в Шевченківському районі Львова, у місцевості Знесіння. Пролягає від вулиці Дублянської на північ, углиб забудови, завершується глухим кутом.
Прилучаються вулиці Нафтова, Погідна і Равська.

## Історія
Виникла на початку XX століття у складі селища Знесіння, не пізніше 1931 року отримала назву вулиця Берка Йоселовича, на честь львівського єврейського громадського діяча. У 1934 році перейменована на вулицю Германа Діаманда, діяча єврейського соціалістичного руху. За часів нацистської окупації, з 1943 року по липень 1946 року мала назву Раффінеріґассе, через близькість фабрики рафінерії нафти. Після війни вулиця на короткий час повернула собі довоєнну назву Діаманда, проте у 1946 році, вже за радянських часів назву вулиці видозмінили на Діамантову. У 1991 році вулиці повернуто історичну уточнену назву.

## Забудова
У місцевості, де пролягає вулиця, у 1912 році за проектом львівських архітекторів В. Дердацького і В. Мінкевича було зведено робітничу колонію працівників трамвайного депо. З тих часів збереглося кілька скромних класицистичних будинків. На вулиці переважають одно- та двоповерхові будинки 1930-х років у стилі конструктивізм та сучасні приватні садиби.